# Burggaillenreuth

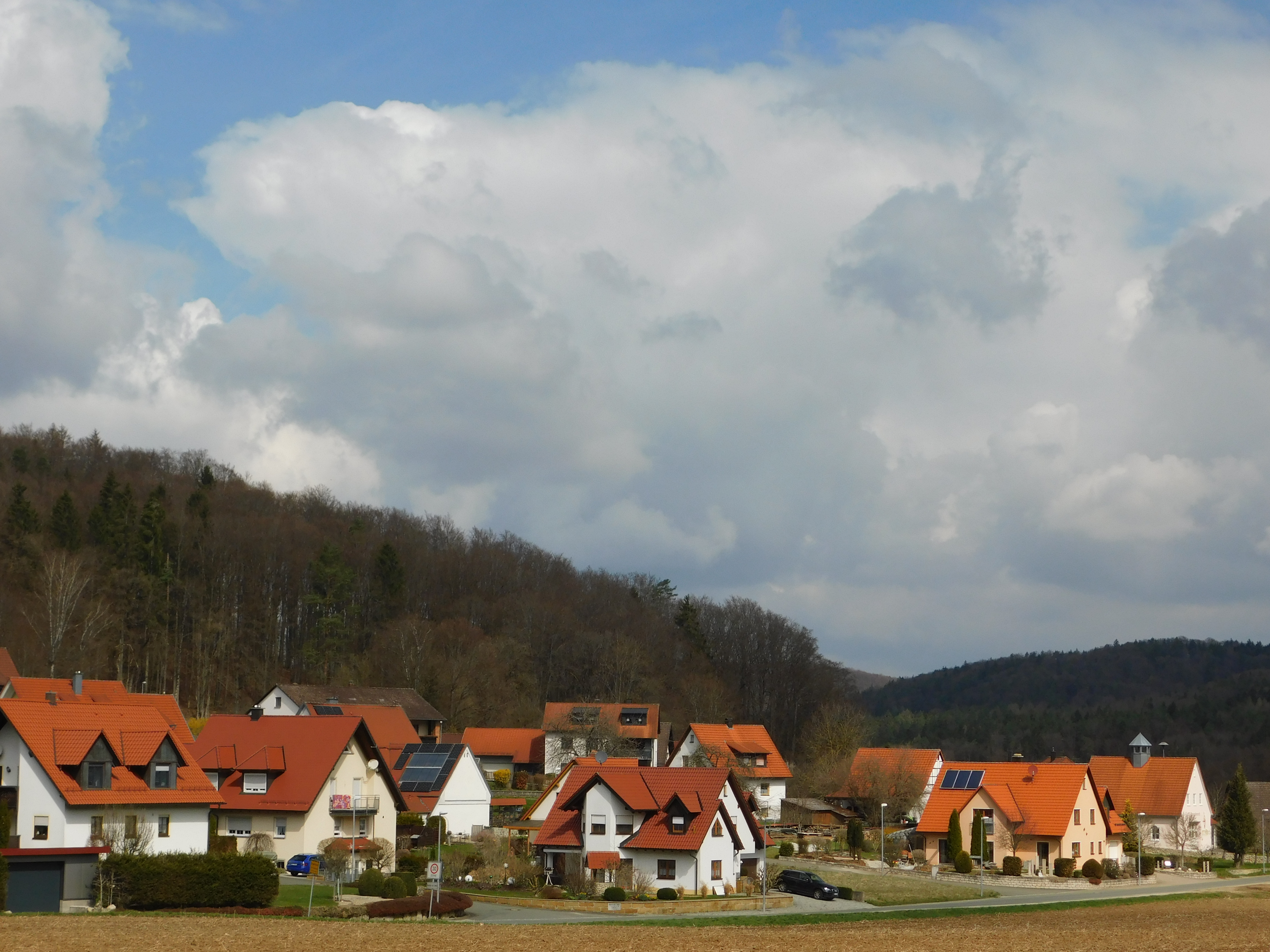
Ortsansicht von Burggaillenreuth

Burggaillenreuth ist ein Gemeindeteil der Stadt Ebermannstadt im Landkreis Forchheim (Oberfranken, Bayern).

## Geografie
Das Dorf liegt etwa acht Kilometer östlich von Ebermannstadt in der Wiesentalb. Der am Nordostrand beginnende Wald fällt steil zum Tal der Wiesent ab.

## Geschichte
Bis zum Beginn des 19. Jahrhunderts unterstand Burggaillenreuth der Landeshoheit von reichsunmittelbaren Adeligen, die sich in dem zum Fränkischen Ritterkreis gehörenden Ritterkanton Gebürg organisiert hatten. Die Dorf- und Gemeindeherrschaft übten die Grafen von Rieneck aus. Die Hochgerichtsbarkeit nahm das zum Hochstift Bamberg gehörende Amt Ebermannstadt als Centamt wahr.
Als die reichsritterschaftlichen Territorien im Bereich der Fränkischen Schweiz 1805 mediatisiert wurden, wurde das Dorf unter Bruch der Reichsverfassung vom Kurfürstentum Pfalz-Baiern annektiert. Mit dieser Übernahme wurde Burggaillenreuth Bestandteil der bei der „napoleonischen Flurbereinigung“ in Besitz genommenen neubayerischen Gebiete. Dies wurde im Juli 1806 mit der Rheinischen Bundesakte nachträglich legalisiert.
Durch die Verwaltungsreformen zu Beginn des 19. Jahrhunderts im Königreich Bayern wurde Burggaillenreuth mit dem Zweiten Gemeindeedikt 1818 eine Ruralgemeinde, zu der das Dorf Windischgaillenreuth gehörte. Im Zuge der kommunalen Gebietsreform in Bayern wurde die Gemeinde Burggaillenreuth am 1. Juli 1976 in die Stadt Ebermannstadt eingegliedert.

## Verkehr
Eine aus dem Südwesten von der Kreisstraße FO 34
kommende Gemeindeverbindungsstraße durchquert den Ort und führt weiter nach Windischgaillenreuth. Der ÖPNV bedient das Dorf an einer Bushaltestelle des VGN. Der nächstgelegene Bahnhof befindet sich in Ebermannstadt an der Wiesenttalbahn.

## Baudenkmäler
In und um Burggaillenreuth gibt es zwei denkmalgeschützte Objekte, die Reste der Burg Gaillenreuth und einen außerorts gelegenen Keller.

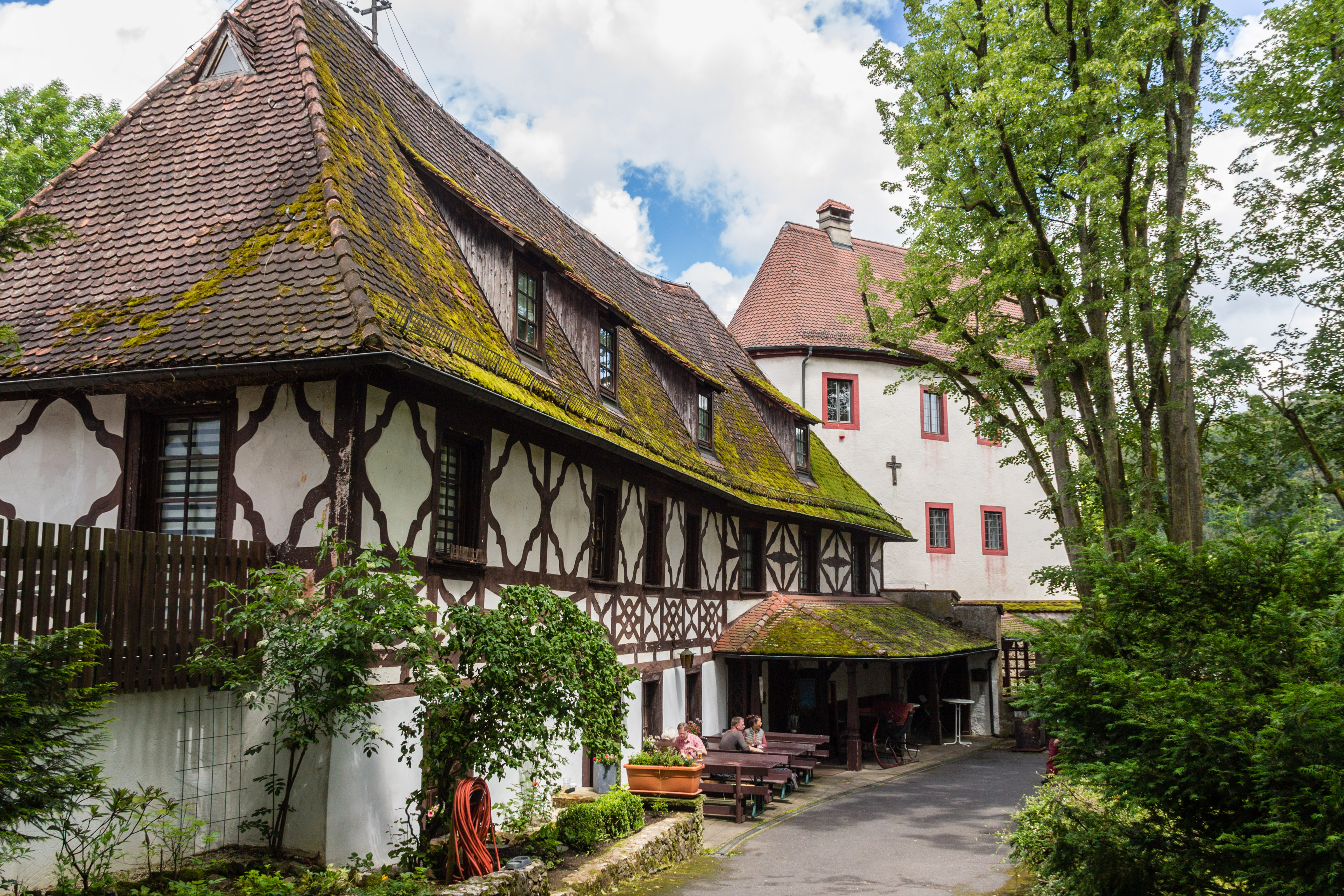
Die Reste der Burg Gaillenreuth
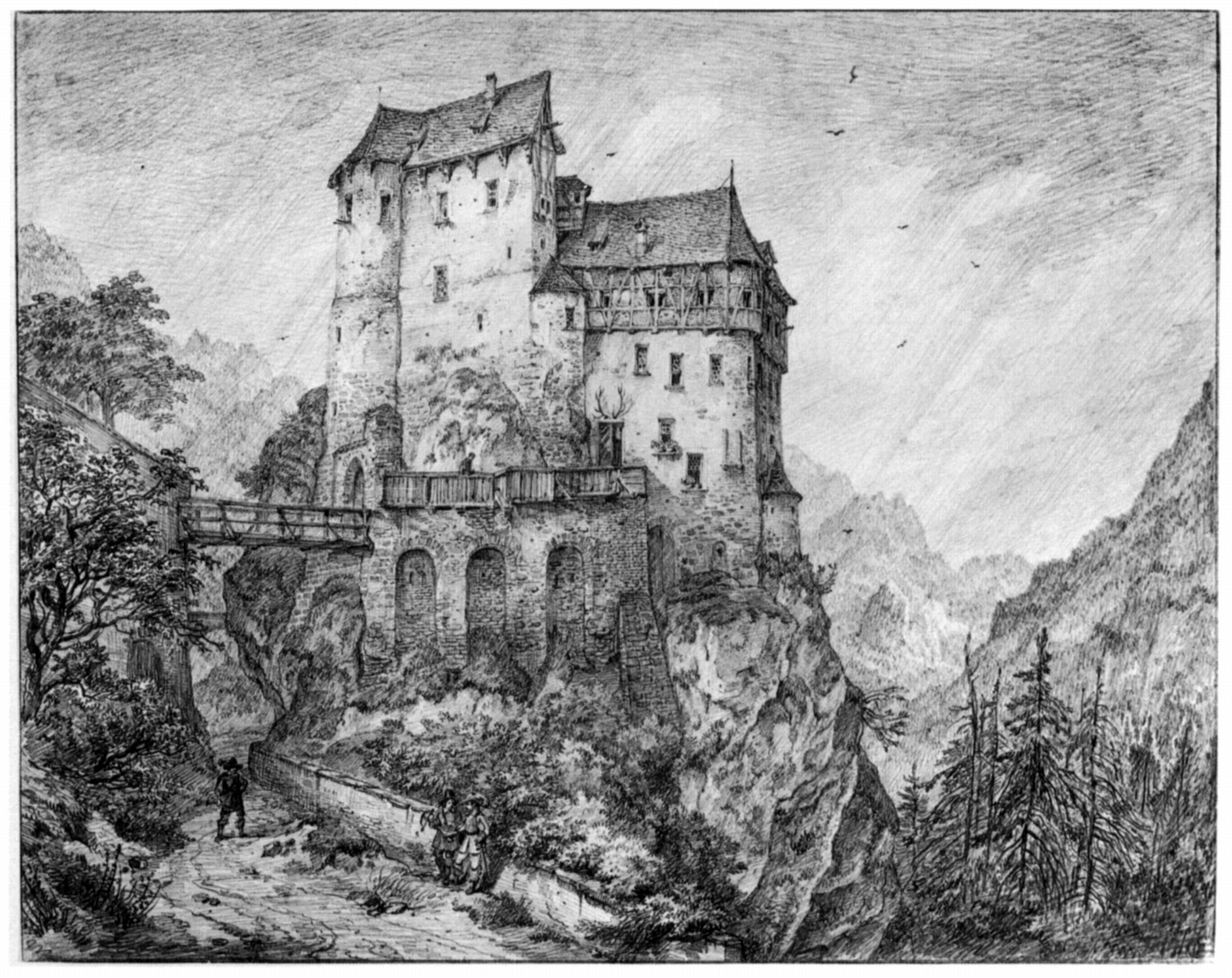
Eine Zeichnung der Burg
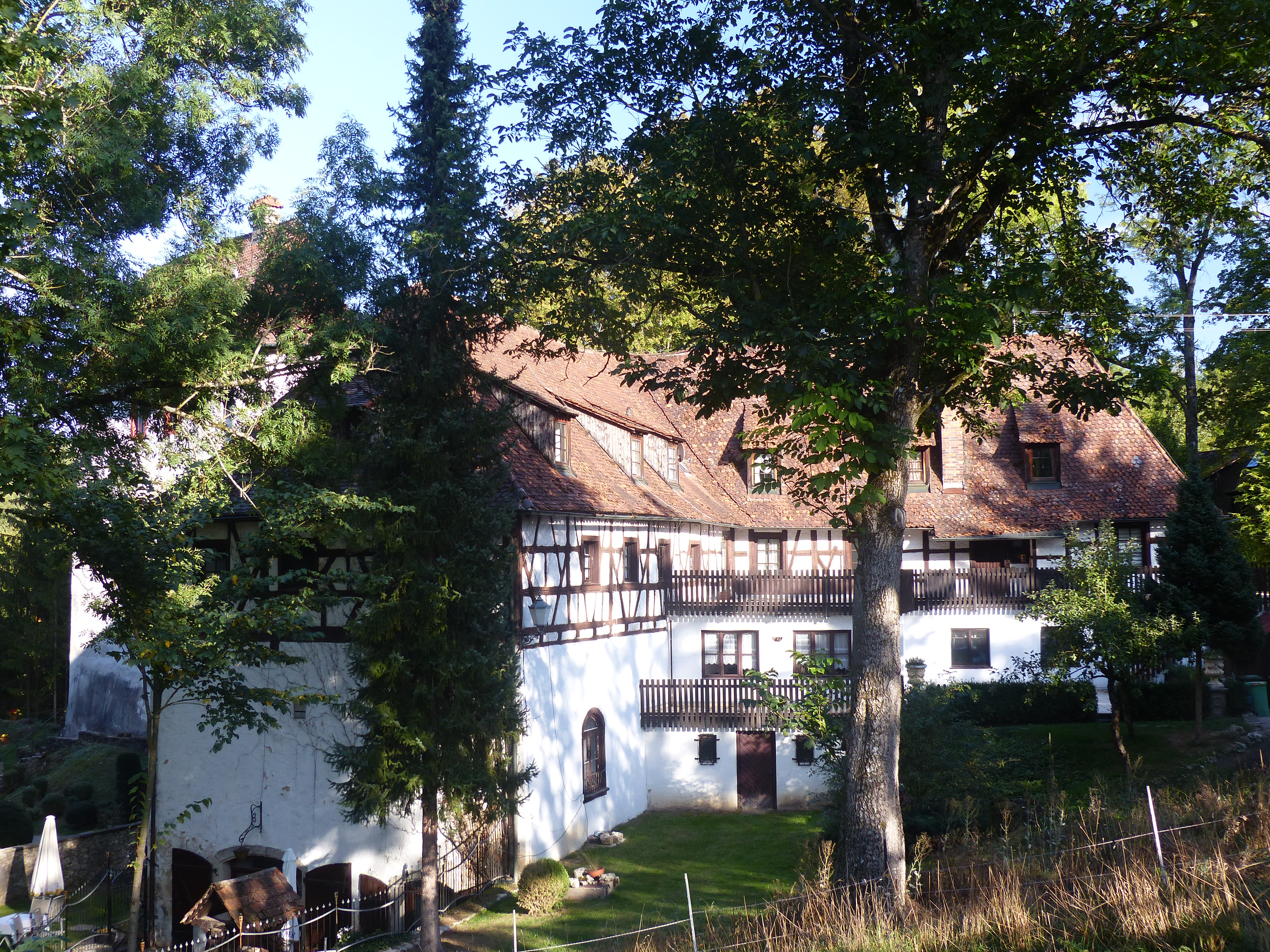
Die Vorburg im Vordergrund